# СМ-20-ЗИФ
СМ-20-ЗИФ е съветска четиристволна корабна артилерийска установка с калибър 45 mm. Артустановките от този тип са въоръжение на ескадрените миноносци проекти 41 и 56. Всичко на корабите от съветския ВМФ са поставени 116 установки СМ-20-ЗИФ.

## История на проектирането
Проектирането на установките започва в МАЦКБ през 1946 – 1947 г. След изпитанията на опитния образец на автомата СМ-7 техническия проект за установката е преработен и представен на 24 октомври 1949 г., а на 11 април следващата година проектът е утвърден за разработка на работни чертежи и производство на опитен образец. Модификацията на установката за крайцерите от проекта 68-бис с електродвигатели на постоянен, а не променлив ток, е разработена в ЦКБ-7 и носи индексът ЗИФ-68.

## Производство
Производството на установките е в завод № 7. През 1953 г. заводът произвежда 4 установки, за 1954 – 60, за 1955 – 27, през 1957 – 30 и т.н.